# Mette Frederiksenová
Mette Frederiksenová, nepřechýleně Frederiksen, (* 19. listopadu 1977 Aalborg, Dánsko) je dánská politička, od roku 2015 je předsedkyní sociálních demokratů a od června 2019 premiérkou Dánska. Je druhou ženou zastávající obě tyto funkce a zároveň nejmladší premiérkou v dánské historii.
Kromě krátké kariéry odborářky (2000-2001) Frederiksenová nikdy neměla jiné zaměstnání než politiku. Poprvé byla zvolena do Folketingu v parlamentních volbách v roce 2001, kdy zastupovala kodaňský okres. Po vítězství sociálních demokratů v parlamentních volbách v roce 2011 ji premiérka Helle Thorning-Schmidtová jmenovala ministryní práce a v roce 2014 se stala ministryní spravedlnosti. Po porážce sociálních demokratů v parlamentních volbách v roce 2015 se Frederiksenová stala předsedkyní sociálních demokratů a vůdcem opozice. V parlamentních volbách v roce 2019 získal blok levicových a středolevicových stran ve Folketingu většinu. Frederiksenová byla následně královnou Margrethe II. pověřena vedením jednání o sestavení nové vlády a 27. června složila přísahu jako premiérka, v úřadu nahradila Larse Løkkeho Rasmussena. V prosinci 2021 se stala nejdéle úřadující ženou v čele vlády v Evropské unii.
Frederiksenová byla oceňována za to, jak se jí podařilo provést zemi pandemií covidu-19, její kabinet se ale stal terčem kritiky kvůli kontroverznímu rozhodnutí z roku 2020 vybít kvůli obavám z nové mutace koronaviru všech až 17 milionů norků, chovaných na kožešinu. V říjnu 2020 ohlásila premiérka pod tlakem Radikální liberální strany, jedné ze stran podporujících vládu, předčasné volby na 1. listopad. Sociální demokraté získali 27,5 % hlasů, což je jejich nejlepší výsledek za posledních více než dvacet let. Frederiksenová zůstala premiérkou, naplnila svůj předvolební slib a dohodla se s představiteli pravicových stran na červeno-modré koalici. Dánská královna Markéta II. jmenovala 15. 12. 2022 novou dánskou vládu tří stran Sociální demokracie, Liberální strany a Umírněných, tzv. středovou vládu SVM (S – Socialdemokratiet/Sociální demokracie, V – Venstre/Liberální strana, M – Moderaterne/Umírnění).

## Dětství a mládí
Narodila se v Aalborgu do rodiny typografa a učitelky. Jako teenager vedla kampaň za zachování deštných pralesů, ochranu velryb a ukončení apartheidu. Studovala  na gymnáziu v rodném městě a pokračovala bakalářským studiem na univerzitě v Aalborgu v oboru administrativa a sociální vědy a magisterským studiem na univerzitě v Kodani v oboru afrických studií.

## Politická kariéra

### Poslankyně
Frederiksenová pracovala jako poradce pro mládež pro LO, Dánskou konfederaci odborových svazů. V parlamentních volbách v roce 2001, v nichž sociální demokraté poprvé od roku 1920 ztratili prvenství a umístili se na druhém místě, byla zvolena poslankyní za kodaňský okres. Po svém zvolení se stala mluvčí strany pro kulturu, média a rovnost pohlaví. V roce 2002 obdržela cenu Niny Bangové za politickou odvahu, nadšení a působení se sociálním cítěním. Kromě toho obdržela v roce 2012 cenu Ting a je spoluautorkou knih Epostler (2003) a From Fight to Culture (Od boje ke kultuře, 2004). Po prohraných parlamentních volbách v roce 2005 se stala mluvčí strany pro sociální záležitosti. Po volbách působila také jako místopředsedkyně parlamentní skupiny sociálních demokratů. V parlamentních volbách v roce 2007, v nichž sociální demokraté ztratili další dva mandáty, získala Frederiksenová 27 077 hlasů, což ji zařadilo na sedmé místo v žebříčku dánských politiků s největším počtem hlasů.
Po parlamentních volbách v roce 2011, které umožnily vládu sociálních demokratů, působila Frederiksenová v letech 2011 až 2014 pod premiérkou Helle Thorning-Schmidtovou jako ministryně práce a od roku 2014 jako ministryně spravedlnosti až do doby, kdy ji vystřídala v čele strany. Jako ministryně práce stála v čele reformy předčasných důchodů, flexibilních pracovních míst a systému zaměstnanosti.

### Předsedkyně sociálních demokratů
Po těsné porážce sociálních demokratů v parlamentních volbách v roce 2015 Thorning-Schmidtová odstoupila a Frederiksenová zvítězila v následných volbách do vedení strany a stala se vůdcem opozice. V ekonomických otázkách se strana vrátila k levicovému zaměření a zároveň zaujala konzervativní postoj k imigraci.

## Předsedkyně vlády

### Parlamentní volby 2019
Opoziční sociální demokraté si přízeň voličů v roce 2019 získali sliby zvýšit veřejné výdaje a omezit přistěhovalectví. Sama Frederiksenová představila v roce 2018 projekt počítající s návratem migrantů do afrických táborů pod dohledem Organizace spojených národů.
V parlamentních volbách 2019 získali sociální demokraté další křeslo, zatímco podpora Dánské lidové strany a Liberální aliance se propadla a Larse Løkkeho Rasmussena to stálo většinu v parlamentu. Jelikož o volebním výsledku nebylo pochyb, Rasmussen uznal porážku. Frederiksenová se 27. června 2019 stala premiérkou a stanula v čele výhradně sociálnědemokratické menšinové vlády podporované červeným blokem Sociálně-liberální strany, Červeno-zelené aliance a Zelené levice. Přestože Frederiksenová během volební kampaně vystupovala s protiimigračním postojem, krátce po převzetí vlády změnila svůj postoj k imigraci tím, že povolila více zahraniční pracovní síly a zrušila vládní plány na zadržování cizozemských zločinců v zahraničí.

#### Zahraniční politika
Frederiksenová si získala mezinárodní pozornost v srpnu 2019, kdy tehdejší americký prezident Donald Trump zrušil státní návštěvu Dánska poté, co odmítla prodat Grónsko, autonomní území Dánského království. Deník The Wall Street Journal informoval 15. srpna, že Trump se svými poradci diskutoval o možnosti koupě Grónska. Kim Kielsen, tehdejší grónský premiér, reagoval prohlášením, že Grónsko není na prodej. 18. srpna, poté, co Bílý dům tuto informaci potvrdil, Frederiksenová zopakovala Kielsenův komentář a uvedla, že „Grónsko není dánské. Grónsko patří Grónsku“ a diskusi označila za absurdní. 20. srpna Trump zrušil státní návštěvu plánovanou na 2.-3. září s konkrétním odkazem na odmítnutí Frederiksenové diskutovat o možném prodeji.
Na žádost Spojených států zahájila Frederiksenová počátkem roku 2022 diplomatická jednání o možné přítomnosti amerických vojáků na dánském území.
Na společné tiskové konferenci s ukrajinským prezidentem Zelenským na letecké základně Skrydstrup dne 20. srpna 2023 přislíbila, že Dánsko daruje Ukrajině 19 stíhaček F-16.

#### Ruská invaze na Ukrajinu v roce 2022

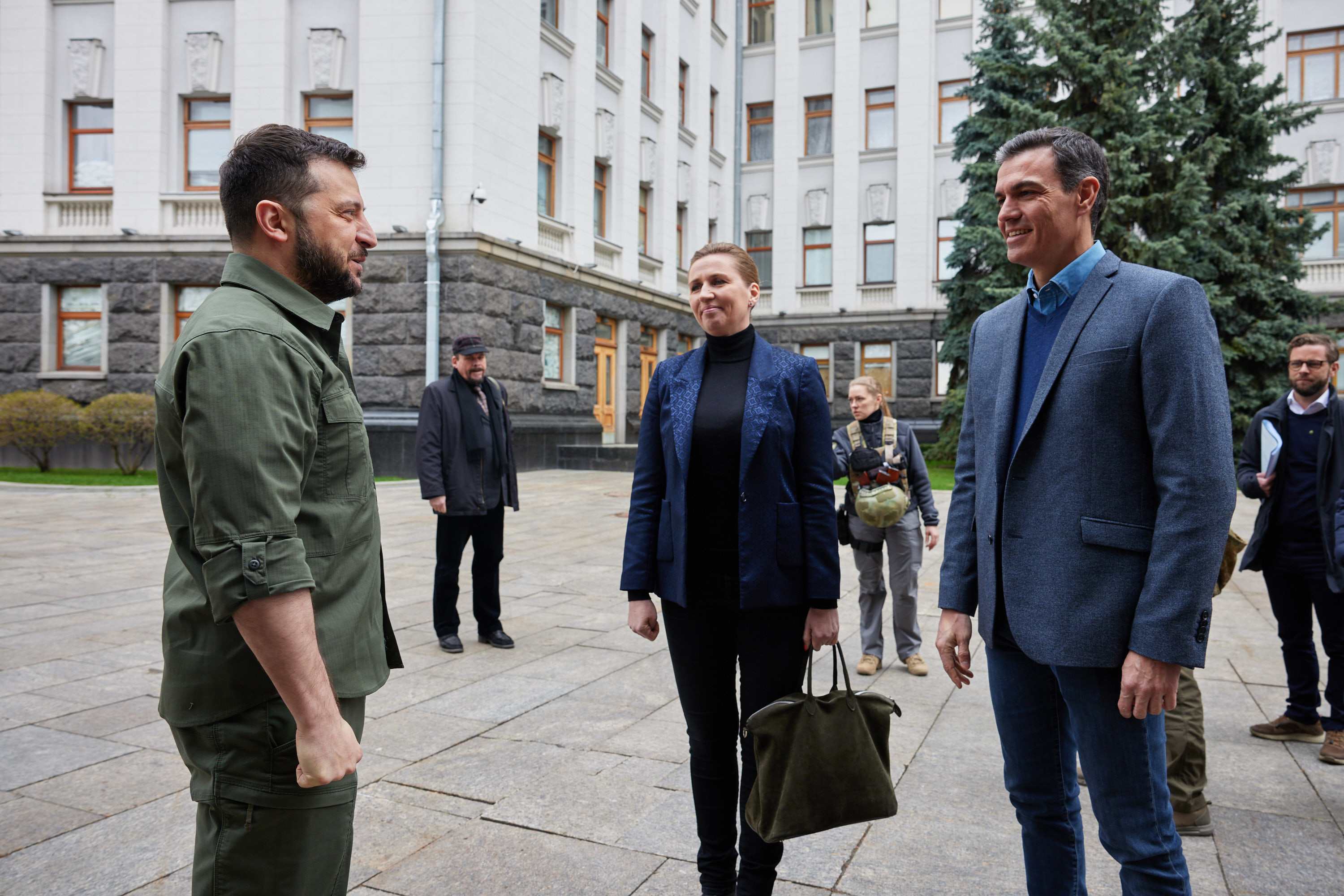
Volodymyr Zelenskyy, Pedro Sánchez a Mette Frederiksen na návštěvě v Kyjevě v roce 2022

Po ruské invazi na Ukrajinu v roce 2022 zahájila vláda Frederiksenové politická jednání s pěti hlavními politickými stranami Folketingu (Sociálně-liberální strana, Socialistická lidová strana, Venstre a Konzervativní lidová strana) a 4. března 2022 představila „Národní dohodu o dánské bezpečnostní politice“, která obsahovala výrazné zvýšení dánských výdajů na obranu, mimořádný příděl 7 miliard dánských korun na obranu, plán nezávislosti na ruském plynu a referendum o připojení ke společné obraně EU. Země postupně zvýší výdaje na obranu na 2 % HDP do roku 2033 (jak bylo dohodnuto v rámci NATO), což odpovídá zvýšení ročních výdajů na obranu o přibližně 18 miliard DKK (2,65 miliardy USD).
Dne 21. dubna navštívila Frederiksenová společně se španělským premiérem Pedrem Sánchezem prezidenta Volodymyra Zelenského v hlavním městě Ukrajiny Kyjevě. Na setkání Frederiksenová přislíbila navýšení zbrojní a vojenské pomoci Ukrajině o 600 milionů dánských korun, čímž tehdejší celková dánská pomoc dosáhla 1 miliardy dánských korun. Dánsko již dříve zaslalo ukrajinské armádě 2 700 kusů lehkých protitankových zbraní M72 LAW.
V únoru 2024 Frederiksenová informovala o uzavření dánsko-ukrajinské bezpečnostní dohody, ve které se Dánsko zavazuje poskytovat Ukrajině vojenskou podporu během následujících 10 let. Zároveň Dánsko oznámilo, že Ukrajině poskytne nový balík vojenské pomoci v hodnotě 1,7 miliardy dánských korun, který zahrnuje i finance na pořízení 15 tisíc dělostřeleckých granátů, jež budou darovány v následujících měsících.

#### Evropská unie
V roce 2020 byla Frederiksenová dánskými internetovými novinami Altinget označena za „nejeuroskeptičtější dánskou premiérku v historii“, protože často kritizovala reakci EU na pandemii covidu-19 a její očkovací program.
Během referenda o společné obraně Evropské unie v roce 2022 vedla Frederiksenová kampaň pro zachování existující výjimky z obranné a bezpečnostní politiky EU. Dánové v referendu odsouhlasili připojení země ke společné bezpečnostní a obranné politice unie.  Již dříve jako ministryně spravedlnosti podpořila v referendu v roce 2015 zrušení výjimky z justiční politiky.

#### Úniky plynu z plynovodu Nord Stream
Frederiksenová uvedla, že úniky plynu z plynovodu Nord Stream v roce 2022 byly sabotáží, a zároveň upozornila, že se nejednalo o útok na Dánsko, protože k nim došlo v mezinárodních vodách. Frederiksenová odcestovala do Londýna a Bruselu, aby o únicích jednala s britskou premiérkou Liz Trussovou, předsedou Evropské rady Charlesem Michelem a generálním tajemníkem NATO Jensem Stoltenbergem. Telefonicky hovořila také s francouzským prezidentem Emmanuelem Macronem. Všem, s nimiž hovořila, zopakovala, že je třeba zvýšit dohled nad kritickou infrastrukturou a že  hrozby ruského prezidenta Vladimira Putina musí brát vážně.

#### Pandemie covidu-19
Frederiksenová vedla reakci dánské vlády na pandemii covidu-19. V roce 2020 vydala příkaz chovatelům norků, aby kvůli pandemii utratili miliony zvířat, toto rozhodnutí se později ukázalo jako protiústavní. Do roku 2021 spojila své síly s rakouským kancléřem Sebastianem Kurzem a izraelským premiérem Benjaminem Netanjahuem a založili společný fond pro výzkum a vývoj a případně i výrobní zařízení na vakcíny proti covidu, aby si zajistili dlouhodobé zásoby pro posilovací očkování nebo pro boj s mutacemi viru.

#### Vedení NATO
V květnu 2023 se objevily spekulace, že by se mohla po Jensu Stoltenbergovi, jehož mandát končí v září 2023, usednout v čele NATO. Frederiksonová ale takové spekulace odmítla.

## Osobní život
Frederiksenová se v roce 2014 rozvedla, z prvního manželství má dceru a syna. Dne 15. července 2020 se provdala za svého dlouholetého přítele Bo Tengberga, filmového režiséra. Vzali se v kostele Magleby na ostrově Zealand.